# Quinkana
Quinkana es un género extinto de cocodrilo mekosuquino que vivió en Australia desde hace unos 24 millones de años hasta hace unos 40.000 años. En el Pleistoceno Quinkana fue uno de los grandes depredadores terrestres de Australia, dotado de extremidades alargadas y dientes zifodontes (comprimidos lateralmente, recurvados y aserrados). El nombre Quinkana viene de los "Quinkans", un pueblo legendario de los mitos de los aborígenes australianos.

## Especies
Las especies incluidas en Quinkana incluyen: la especie tipo Q. fortirostrum de Queensland del Plioceno y el Pleistoceno, Q. babarra de Queensland de principios del Plioceno, Q. timara del Territorio del Norte de mediados del Mioceno y Q. meboldi de Queensland de finales del Oligoceno.

## Apariencia
Las especies más antiguas (Q. meboldi y Q. timara) eran de pequeño tamaño, con cerca de 2 metros de largo, comparadas a las especies del Plio-Pleistoceno de mayor tamaño en las que evolucionaron. Se ha estimado que Quinkana fortirostrum pudo sobrepasar los 5 metros de longitud, convirtiéndolo en uno de los mayores depredadores de la Australia de esa época, solo sobrepasado en tamaño por el varano gigante, Megalania (Varanus priscus).

## Especies cercanamente emparentadas
Quinkana es un género dentro de la subfamilia Mekosuchinae. Otros géneros incluidos en este grupo son: Australosuchus, Baru, Kambara, Mekosuchus, Pallimnarchus y Trilophosuchus.